# Aeroporto Internazionale Carriel Sur
L'Aeroporto Internazionale Carriel Sur (in spagnolo Aeropuerto Internacional Carriel Sur) è uno scalo aereo cileno situato nel territorio della città di Talcahuano che serve l'area metropolitana della Gran Concepción, nella Regione del Bío Bío.

## Storia
L'aeroporto fu inaugurato il 3 gennaio 1968 dal presidente cileno Eduardo Frei Montalva.